# Șadura, Volodarsk-Volînskîi
Șadura (în ucraineană Шадура) este un sat în comuna Kraiivșciîna din raionul Volodarsk-Volînskîi, regiunea Jîtomîr, Ucraina.

## Demografie
Componența lingvistică a localității Șadura
     Ucraineană (98,55%)
     Rusă (1,45%)
Conform recensământului din 2001, majoritatea populației localității Șadura era vorbitoare de ucraineană (98,55%), existând în minoritate și vorbitori de rusă (1,45%).